# Орський завод металоконструкцій
Орський завод металоконструкцій — промислове підприємство по виробництву будівельних металоконструкцій в місті Орськ Оренбурзької області, засноване в 1935 році. З часів заснування заводу його основною продукцією є металеві конструкції для будівництва виробничих і громадських будівель і споруд. Так, у 2005 році підприємство спроектувало, виготовило і поставило несучі конструкції для центрального стадіону міста Омська «Червона зірка».
Виробнича потужність підприємства — до 2000 тонн металоконструкцій на місяць, у тому числі листові фасонні деталі, кутовий профіль і двотаврові балки, стінові та покрівельні панелі.
Станом на 2010 рік власником підприємства була челябінська «Євразійська будівельна компанія» (рос. «Евразийская строительная компания») Марка Лейвикова і Євгена Вайнштейна, що довела завод до банкрутства. В кінці 2010 року завод був викуплений через борги у «Євразійської будівельної компанії» «Челябенергозбутом» (рос. «Челябэнергосбытом»).